# Evo Morales
Juan Evo Morales Ayma (født 26. oktober 1959) er en boliviansk politiker og tidligere  præsident i Bolivia i perioden 2006-2019.
Han er medlem af det socialistiske parti Bevægelsen for socialisme.[kilde mangler]
Morales har vundet tre præsidentvalg i Bolivia.
Ved det fjerde præsidentvalg i Bolivia i 2019 opstod der kritik af valgprocessen, da Morales efter de officielle resultater vandt den første runde ved valget og dermed undgik en anden valgrunde. Der opstod omfattende protester, og efter pres fra Bolivias militær valgte Morales at beordre nyvalg. Dette beroligede dog ikke demonstranterne, og den 10. november 2019 trådte han tilbage fra præsidentposten.